# Koen de Kort
Koen de Kort (født 8. september 1982) er en tidligere hollandsk professionel cykelrytter.